# Unguiculella tityri
Unguiculella tityri är en svampart som först beskrevs av Josef Velenovský, och fick sitt nu gällande namn av Huhtinen & Spooner 2003. Unguiculella tityri ingår i släktet Unguiculella och familjen Hyaloscyphaceae.   Inga underarter finns listade i Catalogue of Life.